# Cantiñas

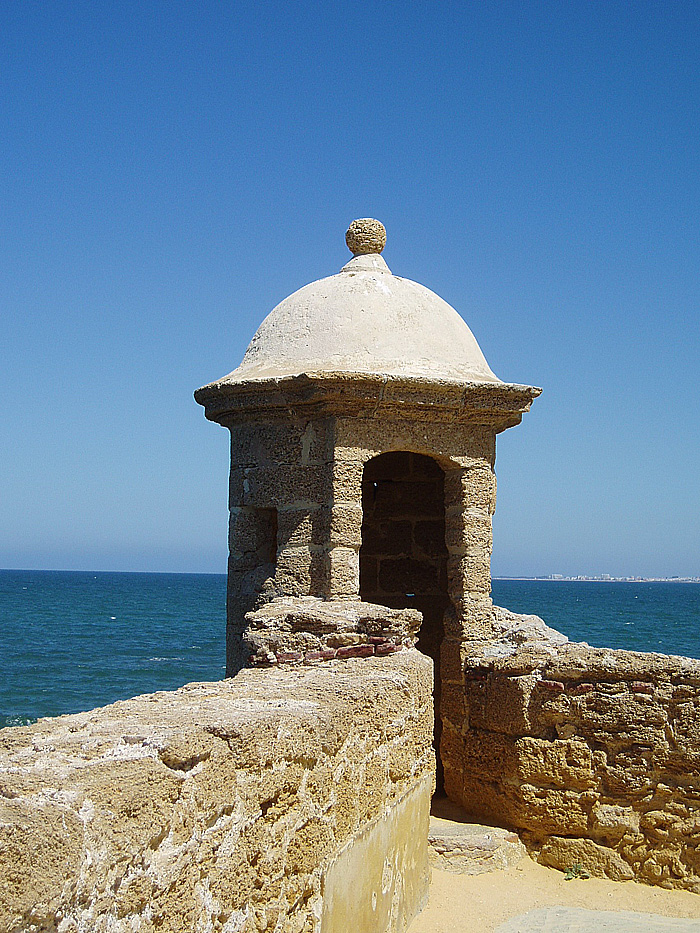
Cadix

Les cantiñas sont une famille de palos du flamenco.

## Présentation
Caractéristiques des régions de Cadix et Jerez de la Frontera , les cantiñas sont aussi appelées chants de Cadix. La famille des cantiñas comprend les alegrías, le mirabrás, les romeras, les rosas et les caracoles.